# Макколлум, Эльмер Вернер
Эльмер Вернер Макколлум (англ. Elmer Verner McCollum; 3 марта 1879, ферма Форт-Скотт, Канзас, США — 15 ноября 1967, Балтимор, Мэриленд, США) — американский биохимик.
Член Национальной академии наук США (1920), иностранный член Лондонского королевского общества (1961).

## Биография
Родился Эльмер Вернер Макколлум 3 марта 1879 года на ферме в Форт-Скотте, где он провёл 17 лет своей жизни. Семья Эльмера Макколлума жила в катастрофической нищете и бедности, поэтому Эльмер Макколлум решил зарабатывать деньги, работая на разных работах с целью прокормить семью и окончить среднюю школу. Школу Эльмер Макколлум окончил хорошо и тогда его потянуло в науку и Эльмер Макколлум решил поступать в Канзасский университет и успешно его окончил в 1903 году, плюс в 1906 году он защитил докторскую диссертацию в Йельском университете. В 1908 году устроился на работу в Висконсинский университет и проработал там до 1917 года. В 1917 году он устраивается на работу в университет Дж. Гопкинса в Балтиморе и работает там всю свою жизнь: с 1917 по 1944 год в должности профессора биохимии, а с 1945 по 1967 год в должности почётного профессора всего университета.
Эльмер Вернер Макколлум прожил долгую и плодотворную жизнь и скончался 15 ноября 1967 года в Балтиморе, борясь с тяжёлой болезнью. Находясь на больничной койке Эльмер Макколлум изрёк: «У меня была исключительно приятная жизнь, и я благодарен за всё...».

## Научные работы
Основные научные работы посвящены проблемам питания, изучению роли витаминов и минеральных веществ в организме животных. Эльмер Вернер Маккаллум — автор 150 научных работ.
- 1913 — открыл витамины A и B.
- 1915 — сформулировал гипотезу о полноценной пище.
- 1922 — открыл витамины D и E.
- 1926 — изучал солевой состав крови у организмов разного филогенетического уровня развития.
- Обнаружил, что снижение в крови концентрации кальция вызывают тетанию.
- Показал необходимость для жизни микроэлементов.

## Награды
- Медаль Говарда Поттса (1921)
- Медаль Джона Скотта (1923)
- Remsen Award (1948)

## Членство в обществах
- Член Королевской шведской АН.
- Член других академий наук и научных обществ.